# 莫納鎮區 (伊利諾伊州福德縣)
莫納鎮區（英語：Mona Township）是位於美國伊利諾伊州福特縣的一個行政鎮區。

## 地方資料
根據2010年美國人口普查的數據，莫納鎮區的面積為93.70平方千米，當中陸地面積為93.70平方千米，而水域面積為0.00平方千米。當地共有人口319人，而人口密度為每平方千米3.4人。